# Zoran Lesjak
Zoran Lesjak (Csáktornya, 1988. február 1. –) horvát labdarúgó, a Nafta Lendava játékosa. Posztját tekintve hátvéd.

## Pályafutása

### Klubcsapatokban
Lesjak a horvát NK Varaždin akadémiáján nevelkedett. Eddigi pályafutása során számos horvát csapatban megfordult (NK Varaždin, NK Međimurje Čakovec, NK Hrvatski Dragovoljac, NK Osijek), valamint futballozott Szlovéniában (NK Nafta Lendava, NK Maribor) és Olaszországban is (Santarcangelo Calcio). A 2018-2019-es szezonban a Zalaegerszegi TE FC játékosaként harmincegy mérkőzésen négy gólt szerzett, ezzel hozzájárulva a csapat bajnoki címéhez és feljutásához az élvonalba.

## Sikerei, díjai
Maribor
- Szlovén bajnok: 2011–12, 2012–13
- Szlovén kupagyőztes: 2012

 Zalaegerszegi TE
- NB II bajnok: 2018–19
- Magyar kupagyőztes: 2022–23